# 5e cérémonie des David di Donatello

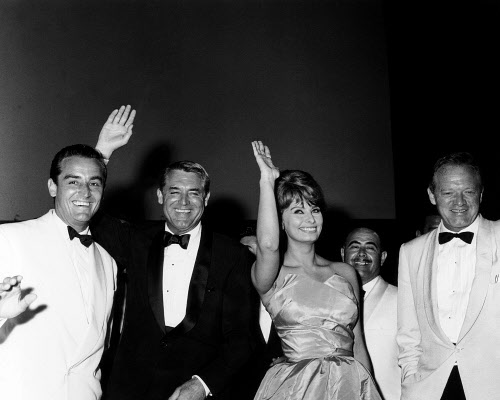
Vittorio Gassman, Cary Grant, Sophia Loren et Van Heflin lors de la cérémonie des David di Donatello.

La 5e cérémonie des David di Donatello s'est déroulée le 30 juillet 1960.

## Palmarès
- Meilleur acteur :
  - Vittorio Gassman et Alberto Sordi pour La Grande Guerre
- Meilleur acteur étranger :
  - Cary Grant pour La Mort aux trousses
- Meilleure actrice étrangère :
  - Audrey Hepburn pour Au risque de se perdre
- Meilleur réalisateur :
  - Federico Fellini pour La dolce vita
- Meilleur producteur :
  - Dino De Laurentiis Cinematografica pour La Grande Guerre ex æquo avec
  - Zebra Film pour Le Général Della Rovere
- Plaque d'or :
  - Twentieth Century Fox Film Corporation pour Le Journal d'Anne Frank
  - Grigori Tchoukhraï pour La Ballade du soldat
  - Elizabeth Taylor pour Soudain l'été dernier
  - Giuseppe Amato
  - Titanus
  - Angelo Rizzoli